# Mihai Gherman
Mihai Gherman (n. 16 ianuarie 1979), este un fost jucător român de baschet. El a făcut parte din echipa de juniori 1 a CSȘ4 ce a câștigat titlul național în 1995 si 1997. Mihai a jucat pentru CSȘ4, Automatica (Divizia B) și Granitul București (Divizia B).